# Fabryka Kamlera
Fabryka Kamlera, właśc. Warszawska Fabryka Mebli Stylowych – budynek fabryczny, który znajdował się przy ul. Dzielnej 72 na warszawskim Muranowie, w dzielnicy Wola. Obiekt został rozebrany w 2010.

## Historia

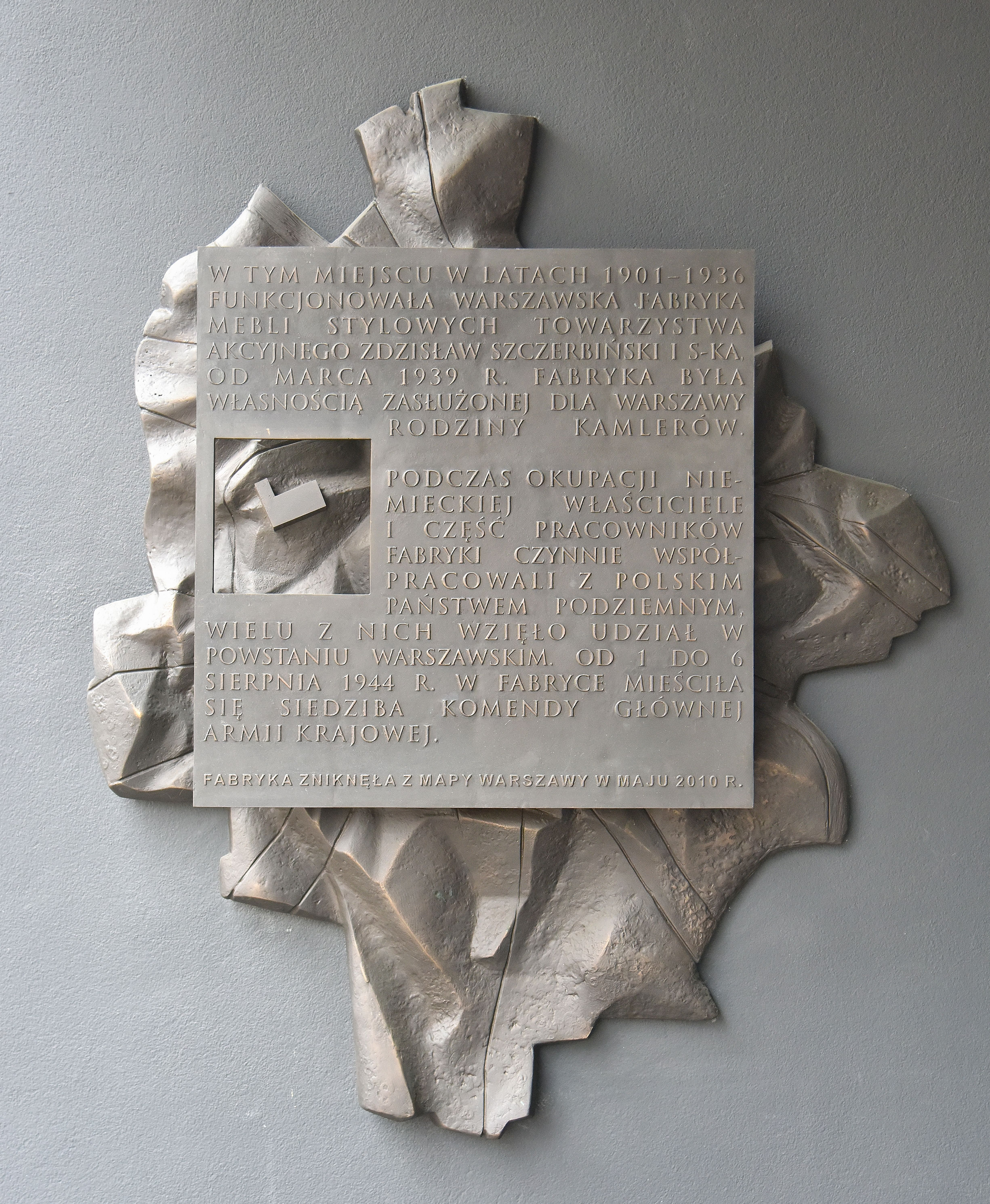
Tablica upamiętniająca fabrykę Kamlera, znajdująca się na budynku wzniesionym na miejscu fabryki

Obiekt powstał dla firmy meblarskiej Towarzystwa Akcyjnego Zdzisław Szczerbiński i Ska ok. 1901, i był rozbudowywany do 1933. W 1936 Towarzystwo ogłosiło upadłość, a od marca 1939 na terenie obiektu zaczęła działać rodzinna Fabryka Leopolda Kamlera, zarządzana przez jego wnuka Jerzego Kamlera. 
W czasie powstania warszawskiego w dniach 1–6 sierpnia 1944 w gmachu fabryki stacjonowała Komenda Główna AK. Stąd 6 sierpnia dowództwo powstania przeniosło się do gmachu szkoły powszechnej przy ul. Barokowej 7. Od 1985 budynek pozostawał pustostanem. Obiekt pomimo protestów obrońców zabytków i interwencji wojewódzkiego konserwatora zabytków został rozebrany w 2010. 
We wrześniu 2016 przy wejściu do wzniesionego w miejscu fabryki apartamentowca budynku odsłonięto tablicę pamiątkową.